# WGS84

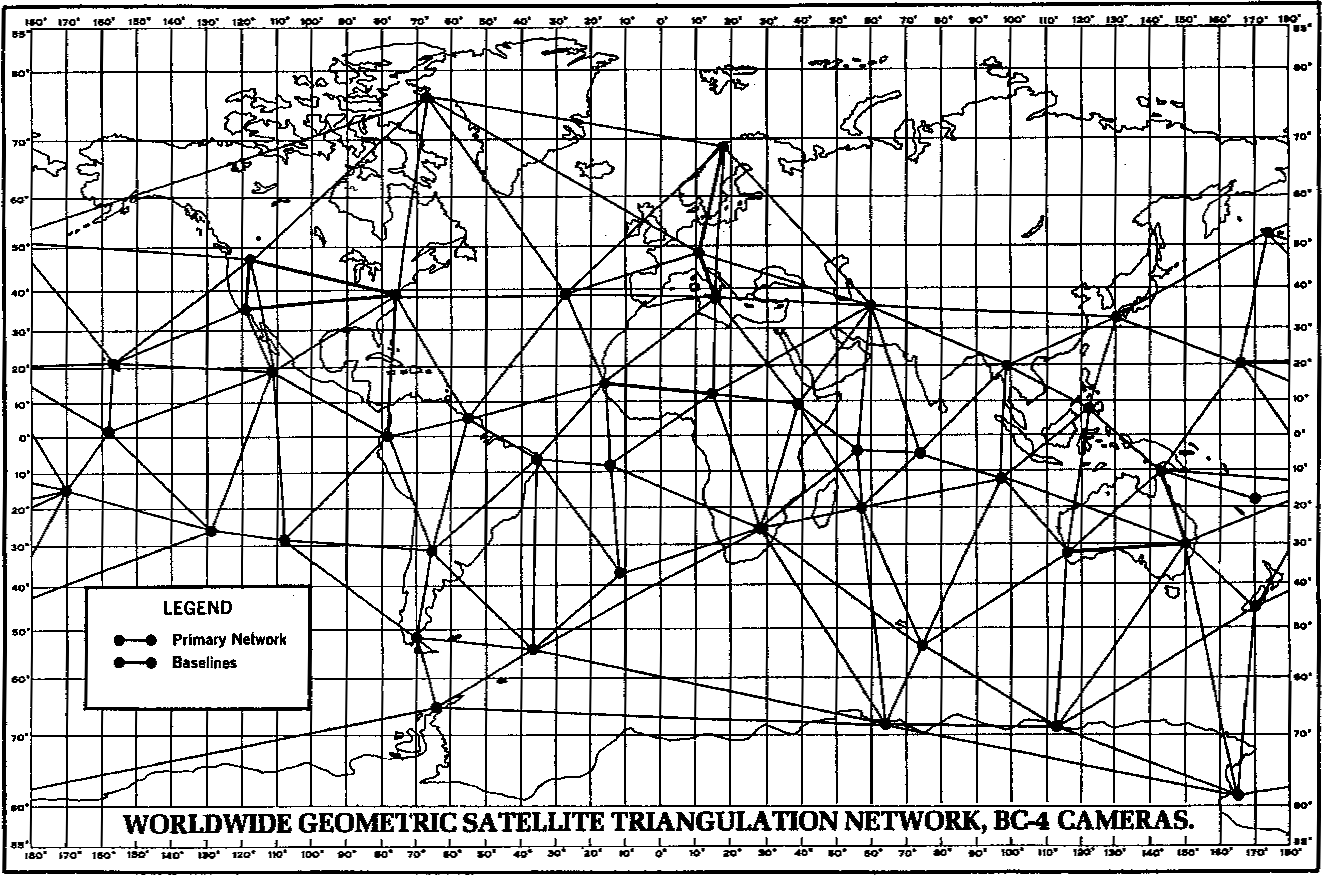
Datum Gravimètric

El WGS84 és un sistema de coordenades cartogràfiques mundial que permet localitzar qualsevol punt de la Terra (sense necessitar cap altre punt de referència) per mitjà de tres unitats donades. WGS84 són les sigles en anglès de World Geodetic System 84 (Sistema Geodèsic Mundial de l'any 1984).
Es tracta d'un estàndard en geodèsia, cartografia, i navegació, que data de 1984. L'última versió, revisada l'any 2004, és la WGS 1984-EPSG:4326.
S'estima un error de càlcul menor a 2 cm, per la qual cosa és utilitzat en el Sistema de Posicionament Global (GPS).
Consisteix en un patró matemàtic de tres dimensions que representa la terra per mitjà d'un geoide i d'un el·lipsoide, un cos geomètric més regular que la Terra, que s'anomena WGS 84. L'estudi d'aquest i d'altres models que busquen la representació cartogràfica el més acuradament possible, s'anomena Geodèsia.

## Coordenades cartesianes
Per una qüestió de practicitat, se sol projectar aquest sistema de coordenades geodèsiques (expressats en graus, minuts, segons) a un altre sistema de coordenades cartesià (el que implica passar d'un model 3D a un 2D) amb el centre de coordenades al centre de la terra. Aquests métodes són els anomenats sistemes de projecció, típicament UTM, que s'expressen en metres (amb vista a la seva relació a un punt d'origen arbitrari) que facilita càlculs de distància i superfície.

## Paràmetres
- Semieix Major a: 6.378.137 m
- Semieix Menor b: 6.356.752,3142 m
- Aplatament f: 1/298, 257223563
- Producte de la Constant Gravitacional (G) i la Massa de la Terra (M): GM = 3,986004418 x10¹⁴ m³/s²
- Velocitat Angular de la Terra ω: 7,292115 x10⁵ rad/s